# Cheiracanthium fulvotestaceum
Cheiracanthium fulvotestaceum is een spinnensoort uit de familie Cheiracanthiidae.
De wetenschappelijke naam van de soort werd in 1878 gepubliceerd door Eugène Simon.